# Slammiversary (2016)
Slammiversary (2016) – gala wrestlingu zorganizowana przez amerykańską federację Total Nonstop Action Wrestling (TNA), nadawana na żywo w systemie pay-per-view. Odbyła się 12 czerwca 2016 r. w Universal Studios w Orlando na Florydzie. Była to dwunasta gala z cyklu Slammiversary, z zarazem pierwsze pay-per-view TNA 2016 r.
Karta walk składała się z dziewięciu pojedynków, w tym pięciu o tytuły mistrzowskie, a wydarzenie poprzedził dark match. Walką wieczoru był Tapout or Knockout match o TNA World Heavyweight Championship, w którym Bobby Lashley pokonał ówczesnego mistrza, Drew Gallowaya. W innych pojedynkach TNA World Tag Team Championi, Decay (Abyss i Crazzy Steve) i TNA King of the Mountain Champion, Eli Drake, obronili pasy mistrzowskie. Natomiast Eddie Edwards zdobył TNA X Division Championship, zaś Sienna weszła w posiadanie TNA Knockouts Championship. 
Larry Csonka, redaktor portalu internetowego 411mania.com, ocenił galę na 7,9 w 10 - punktowej skali.

## Wyniki walk
| Nr                                                                                    | Wyniki | Stypulacje                                                     | Czas  |
| ------------------------------------------------------------------------------------- | --- | -------------------------------------------------------------- | ----- |
| 1D                                                                                    | Mandrews pokonał Paradyse’a                                                                                     | Singles match                                                  | 08:14 |
| 2                                                                                     | Eddie Edwards pokonał Trevora Lee (c), Andrew Everetta i DJZ                                                    | Four-way match o TNA X Division Championship                   | 10:12 |
| 3                                                                                     | The Tribunal (Basile Baraka i Baron Dax) (z Al Snowem) pokonali Mahabali Sherę i Grado                          | Tag team match                                                 | 07:35 |
| 4                                                                                     | Sienna (z Marią i Allie) pokonała Jade (c) i Gail Kim                                                           | Three-way match o TNA Knockouts Championship                   | 08:11 |
| 5                                                                                     | James Storm pokonał Braxtona Suttera                                                                            | Singles match                                                  | 06:41 |
| 6                                                                                     | Eli Drake (c) pokonał Brama                                                                                     | Singles match o TNA King of the Mountain Championship          | 08:37 |
| 7                                                                                     | Ethan Carter III pokonał Mike’a Bennetta (z Marią)                                                              | Singles match                                                  | 15:01 |
| 8                                                                                     | Jeff Hardy pokonał Matta Hardy’ego                                                                              | Falls Count Anywhere Full Metal Mayhem match                   | 16:57 |
| 9                                                                                     | Decay (Abyss i Crazzy Steve) (z Rosemary) (c) pokonali The BroMance (Robbiego E i Jessiego Godderza) (z Raquel) | Tag team match o TNA World Tag Team Championship               | 09:18 |
| 10                                                                                    | Bobby Lashley pokonał Drew Gallowaya (c) przez poddanie                                                         | Tap Out or Knockout match o TNA World Heavyweight Championship | 17:04 |
| (c) – mistrz/mistrzyni przed walkąD – walka była dark matchem (nietransmitowana w TV) | |                                                                |       |